# Mordella hamata
Mordella hamata es una especie de coleóptero de la familia Mordellidae.

## Distribución geográfica
Habita en Sudamérica.